# Evert Dolman
Evert Gerardus „Eef” Dolman (ur. 22 lutego 1946 w Rotterdamie, zm. 12 maja 1993 w Dordrechcie) – holenderski kolarz szosowy, mistrz olimpijski oraz mistrz świata.

## Kariera
Największy sukces w karierze Evert Dolman osiągnął w 1964 roku, kiedy wspólnie z Gerbenem Karstensem, Janem Pieterse i Bartem Zoetem zdobył złoty medal w drużynowej jeździe na czas podczas igrzysk olimpijskich w Tokio. Był to jedyny występ olimpijski Dolmana. Na rozgrywanych dwa lata później mistrzostwach świata w Nürburgu Holender zwyciężył w wyścigu ze startu wspólnego amatorów, bezpośrednio wyprzedzając Brytyjczyka Lesa Westa oraz Duńczyka Willy’ego Skibby’ego. Poza igrzyskami wygrał między innymi Tour du Limbourg i Tour de Hollande-Septentrionale w 1965 roku, Tour de la province de Namur w 1966 roku oraz Ronde van Vlaanderen w 1971 roku. Jako zawodowiec startował w latach 1967–1973. W 1967 roku wygrał ponadto jeden etap Vuelta a España, ale w klasyfikacji generalnej zajął dopiero 54. pozycję.

## Najważniejsze zwycięstwa i sukcesy
- 1964
  - mistrzostwo olimpijskie w drużynowym wyścigu szosowym na 100 km
- 1965
  - 1. Ronde van Noord-Holland
- 1966
  - mistrzostwo świata amatorów w wyścigu ze startu wspólnego
- 1967
  - etap w Vuelta a España
- 1968
  -  mistrzostwo kraju w wyścigu ze startu wspólnego
- 1969
  - etap w Tour de Luxembourg
- 1970
  - etap w Ruta del Sol
- 1971
  - 1. Ronde van Vlaanderen